# Денікен
Денікен (нім. Däniken) — громада  в Швейцарії в кантоні Золотурн, округ Ольтен.

## Географія
Громада розташована на відстані близько 65 км на північний схід від Берна, 38 км на північний схід від Золотурна.
Денікен має площу 5,4 км², з яких на 31,3% дозволяється будівництво (житлове та будівництво доріг), 32,6% використовуються в сільськогосподарських цілях, 34,4% зайнято лісами, 1,6% не є продуктивними (річки, льодовики або гори).

## Демографія
2019 року в громаді мешкало 2914 осіб (+8,8% порівняно з 2010 роком), іноземців було 21,4%. Густота населення становила 537 осіб/км².
За віковим діапазоном населення розподілялося таким чином: 18,4% — особи молодші 20 років, 62,7% — особи у віці 20—64 років, 19% — особи у віці 65 років та старші. Було 1307 помешкань (у середньому 2,2 особи в помешканні).
Із загальної кількості 2524 працюючих 24 було зайнятих в первинному секторі, 1507 — в обробній промисловості, 993 — в галузі послуг.